# Lee Chung-yong
Lee Chung-yong ((이청용?, 李靑龍?); Seul, 2 luglio 1988) è un calciatore sudcoreano, ala dell'Ulsan HD e della nazionale sudcoreana.
Il suo soprannome, "Dragone Blu", deriva da una traslitterazione del suo nome "Chung-Yong", di origini cinesi e non coreane. Nel gennaio 2009, compare al 40º posto della classifica stilata dal quotidiano inglese The Times delle migliori 50 stelle emergenti del calcio globale.

## Caratteristiche tecniche
Gioca nella posizione di ala destra benché possa essere impiegato pure come ala sinistra o trequartista, è destro naturale, dotato di atletismo e di un buon controllo di palla. In fase offensiva adopera uno stile di gioco abbastanza lineare che lo rende principalmente un attaccante d'area, è un buon tiratore di testa, ed forte anche nell'uno-contro-uno.

## Carriera nei club
La sua carriera calcistica comincia all'età di 11 anni, e, sebbene molti lo considerassero troppo "anziano" per cominciare a giocare, dimostra presto di essere una delle migliori promesse in circolazione.

### Seul
Nel 2003 Cho Kwang-Rae, allora allenatore dell'FC Seul, comincia a sviluppare un progetto per la creazione di un settore giovanile per rifornire il club di giovani promesse. Lee, al tempo, frequentava la Dobong Middle School, e durante alcune partite con la formazione scolastica colpisce un osservatore del club, che convince Cho ad assistere ad una partita del ragazzo. Basta il primo tempo a convincere l'allenatore che il ragazzo ha un enorme potenziale, portandolo quel giorno stesso alla firma. Per questo Lee lascia subito la scuola per entrare in pieno a far parte dell'FC Seul; questa decisione, però, ha anche altri effetti. In Corea del Sud, infatti, è ancora obbligatorio il servizio di leva militare, ma lo Stato non arruola coloro che non hanno terminato la scuola superiore. Per questo, Lee è libero di affinare le proprie capacità nelle riserve del Seul senza obblighi militari, insieme al suo amico e compagno di nazionale Ki Sung-Yueng.
Nel 2007, Şenol Güneş, noto in maniera particolare in Estremo Oriente per aver guidato la Turchia al terzo posto dei mondiali di Corea-Giappone 2002, diventa l'allenatore del Seul. Dopo aver osservato con attenzione Ki Sung-Yueng e Lee Chung-yong, nota le loro grandi caratteristiche, vedendo in loro importanti risorse per la prima squadra. In questa stagione, Lee gioca 15 volte con la prima squadra, segnando 3 volte.
L'anno successivo s'impone come titolare nel Seul, con 22 partite in campionato, 5 gol 6 assist. Sia lui che Ki Sung-Yueng giocando una stagione stratosferica, caratterizzata da una grandissima affinità di coppia ed importanti qualità individuali. I tifosi più affezionati cominciano a chiamarli "Ssang Yong" e "Double Dragon", giocando ancora una volta sui loro cognomi.
Nella stagione 2009 Lee continua il suo periodo di gran forma, con tre assist nella gara d'apertura contro i Chunnam Dragons il 7 marzo. Il 4 aprile successivo, segna il gol della vittoria in un match contro gli eterni rivali del Seul, i Suwon Samsung Bluewings.

### Bolton
Nell'estate del 2009, l'FC Seul annuncia di aver trovato l'accordo con il Bolton, club di Premier, per il trasferimento di Lee Chung-yong a Horwich. Un comunicato sul sito del club coreano annuncia al riguardo che: "Il contratto sarà firmato ufficialmente dopo che il giocatore avrà ottenuto il transfer per l'Inghilterra". Il 29 luglio 2009 viene ufficializzata la disponibilità del transfer che chiude il trasferimento da 2,2 milioni di sterline. Il giocatore aveva passato le visite mediche e trovato l'accordo per il suo contratto triennale con i dirigenti già dalla settimana precedente. La conferma ufficiale del passaggio arriva il 14 agosto 2009, quando sceglie la maglia numero 27 e rilascia le prime dichiarazioni da Trotter:
Curiosamente, Lee è l'ultimo trasferimento completato da Gary Megson prima delle sue dimissioni da tecnico del Bolton nel dicembre del 2009.
La sua prima presenza con la maglia del Bolton è datata 15 agosto 2009, quando subentra a Gavin McCann nella sconfitta casalinga per 1-0 contro il Sunderland, mentre il suo primo gol con la nuova maglia arriva il 26 settembre nella vittoria per 2-1 contro il Birmingham City. Viene nominato "Uomo del match" nella partita contro il Tottenham, nella quale serve anche un assist al compagno Ricardo Gardner. Come riconoscimento per tutte queste prestazioni positive, Lee viene nominato due volte di seguito nel Soccernet Team di ESPN. La sua forma strabiliante continua per il resto della stagione anche dopo l'esordio con la nazionale, quando fornisce al compagno Ivan Klasnić l'assist del 3-3 definitivo contro il Manchester City al Reebok Stadium. In questa partita viene nominato "Uomo del match" da Sky Sports con le seguenti motivazioni:
Alla fine della sua prima stagione in Inghilterra, Lee vince un trio di premi: Giocatore dell'anno del Bolton, Giocatore dell'anno eletto dai suoi compagni e Miglior "Nuovo Arrivato". Dopo Sudafrica2010, cui ha partecipato con la sua Corea segnando anche due gol, si vocifera di un interesse del Liverpool per il giocatore, ma Lee dichiara di voler rimanere al Bolton anche per la stagione successiva.

## Carriera internazionale
La carriera internazionale di Lee comincia nelle file della nazionale coreana Under-20 nel campionato mondiale di categoria nel 2007. Nonostante la Corea abbia dato prova di grande abilità contro avversari come Stati Uniti, Polonia e Brasile (guidato dall'allora giovanissimo Pato), la formazione asiatica non riesce a centrare la qualificazione. Le sue prestazioni individuali, comunque, catturano l'attenzione dei più scettici, e cominciano a diffondersi voci riguardo all'interesse per Lee da parte di alcuni club europei.
Dopo il suo ciclo in Under-20, Lee passa all'Under-23, con la quale disputa le Olimpiadi di Pechino 2008; il suo primo match con la selezione è contro la Siria a Damasco il 17 ottobre 2007.
Il 31 maggio 2008 il c.t. della nazionale sudcoreana Huh Jung-Moo gli concede l'opportunità di esordire in nazionale maggiore nel match delle qualificazioni per Sudafrica2010 contro la Giordania. Segna il primo gol con la maglia della nazionale nel ritorno di quella stessa partita, il 5 settembre 2008 al Seoul World Cup Stadium. Lee Chung-yong diventa, col passare delle partite una della presenze più importanti e consistenti della Nazionale sudcoreana nelle qualificazioni che portano alla settima partecipazione consecutiva alla Coppa del Mondo, la ottava in tutto, record per una nazionale asiatica.
Il 17 giugno 2010, durante la manifestazione, segna un gol nel primo tempo contro l'Argentina; negli ottavi di finale, poi, segna un gol all'Uruguay nella sconfitta per 2-1. Viene inserito nella lista dei 10 talenti emergenti del mondiale dalla rivista statunitense Sports Illustrated.

## Palmarès

### Club
- AFC Champions League: 1

Ulsan Hyundai: 2020

## Statistiche

### Presenze e reti nei club
Statistiche aggiornate al 28 dicembre 2014.
| Stagione        | Squadra         | Campionato      | Campionato | Campionato | Coppe nazionali | Coppe nazionali | Coppe nazionali | Coppe continentali | Coppe continentali | Coppe continentali | Altre coppe | Altre coppe | Altre coppe | Totale | Totale |
| Stagione        | Squadra         | Comp            | Pres       | Reti       | Comp            | Pres            | Reti            | Comp               | Pres               | Reti               | Comp        | Pres        | Reti        | Pres   | Reti   |
| --------------- | --------------- | --------------- | ---------- | ---------- | --------------- | --------------- | --------------- | ------------------ | ------------------ | ------------------ | ----------- | ----------- | ----------- | ------ | ------ |
| 2004            | FC Seul         | KL              | 0          | 0          | KLC             | 0               | 0               | -                  | -                  | -                  | -           | -           | -           | 0      | 0      |
| 2005            | FC Seul         | KL              | 0          | 0          | KLC             | 0               | 0               | -                  | -                  | -                  | -           | -           | -           | 0      | 0      |
| 2006            | FC Seul         | KL              | 2          | 0          | KLC             | 2               | 0               | -                  | -                  | -                  | -           | -           | -           | 4      | 0      |
| 2007            | FC Seul         | KL              | 15         | 3          | KLC             | 10              | 0               | -                  | -                  | -                  | -           | -           | -           | 25     | 3      |
| 2008            | FC Seul         | KL              | 22         | 5          | KLC             | 4               | 1               | -                  | -                  | -                  | -           | -           | -           | 26     | 6      |
| 2009            | FC Seul         | KL              | 15         | 3          | KLC             | 2               | 0               | ACL                | 4                  | 0                  | -           | -           | -           | 21     | 3      |
| Totale Seul     | Totale Seul     | Totale Seul     | 54         | 11         |                 | 18              | 1               |                    | 4                  | 0                  |             |             |             | 76     | 12     |
| 2009-2010       | Bolton          | PL              | 34         | 4          | FACup+CdL       | 4+2             | 1+0             | -                  | -                  | -                  | -           | -           | -           | 40     | 5      |
| 2010-2011       | Bolton          | PL              | 31         | 3          | FACup+CdL       | 4+1             | 1+0             | -                  | -                  | -                  | -           | -           | -           | 36     | 4      |
| 2011-2012       | Bolton          | PL              | 2          | 0          | FACup+CdL       | 0+0             | 0+0             | -                  | -                  | -                  | -           | -           | -           | 2      | 0      |
| 2012-2013       | Bolton          | FLC             | 41         | 4          | FACup+CdL       | 3+0             | 1+0             | -                  | -                  | -                  | -           | -           | -           | 44     | 5      |
| 2013-2014       | Bolton          | FLC             | 45         | 3          | FACup+CdL       | 2+0             | 0+0             | -                  | -                  | -                  | -           | -           | -           | 47     | 3      |
| 2014-2015       | Bolton          | FLC             | 23         | 3          | FACup+CdL       | 0+3             | 0+0             | -                  | -                  | -                  | -           | -           | -           | 26     | 3      |
| Totale Bolton   | Totale Bolton   | Totale Bolton   | 176        | 17         |                 | 19              | 3               |                    |                    |                    |             |             |             | 195    | 20     |
| Totale carriera | Totale carriera | Totale carriera | 230        | 28         |                 | 37              | 4               |                    | 4                  | 0                  |             |             |             | 271    | 32     |

### Cronologia presenze e reti in nazionale
| Cronologia completa delle presenze e delle reti in nazionale ― Corea del Sud | Cronologia completa delle presenze e delle reti in nazionale ― Corea del Sud | Cronologia completa delle presenze e delle reti in nazionale ― Corea del Sud | Cronologia completa delle presenze e delle reti in nazionale ― Corea del Sud | Cronologia completa delle presenze e delle reti in nazionale ― Corea del Sud | Cronologia completa delle presenze e delle reti in nazionale ― Corea del Sud | Cronologia completa delle presenze e delle reti in nazionale ― Corea del Sud | Cronologia completa delle presenze e delle reti in nazionale ― Corea del Sud |
| Data                                                                         | Città                                                                        | In casa                                                                      | Risultato                                                                    | Ospiti                                                                       | Competizione                                                                 | Reti                                                                         | Note                                                                         |
| ---------------------------------------------------------------------------- | ---------------------------------------------------------------------------- | ---------------------------------------------------------------------------- | ---------------------------------------------------------------------------- | ---------------------------------------------------------------------------- | ---------------------------------------------------------------------------- | ---------------------------------------------------------------------------- | ---------------------------------------------------------------------------- |
| 31-5-2008                                                                    | Seul                                                                         | Corea del Sud                                                                | 2 – 2                                                                        | Giordania                                                                    | Qual. Mondiali 2010                                                          | -                                                                            | 55’                                                                          |
| 22-6-2008                                                                    | Seul                                                                         | Corea del Sud                                                                | 0 – 0                                                                        | Corea del Nord                                                               | Qual. Mondiali 2010                                                          | -                                                                            |                                                                              |
| 5-9-2008                                                                     | Seul                                                                         | Corea del Sud                                                                | 1 – 0                                                                        | Giordania                                                                    | Amichevole                                                                   | 1                                                                            |                                                                              |
| 11-10-2008                                                                   | Suwon                                                                        | Corea del Sud                                                                | 3 – 0                                                                        | Uzbekistan                                                                   | Amichevole                                                                   | -                                                                            | 45’                                                                          |
| 15-10-2008                                                                   | Seul                                                                         | Corea del Sud                                                                | 4 – 1                                                                        | Emirati Arabi Uniti                                                          | Qual. Mondiali 2010                                                          | -                                                                            | 55’                                                                          |
| 14-11-2008                                                                   | Doha                                                                         | Qatar                                                                        | 1 – 1                                                                        | Corea del Sud                                                                | Amichevole                                                                   | 1                                                                            | 56’                                                                          |
| 19-11-2008                                                                   | Riad                                                                         | Arabia Saudita                                                               | 0 – 2                                                                        | Corea del Sud                                                                | Qual. Mondiali 2010                                                          | -                                                                            | 90+2’                                                                        |
| 4-2-2009                                                                     | Dubai                                                                        | Bahrein                                                                      | 2 – 2                                                                        | Corea del Sud                                                                | Amichevole                                                                   | -                                                                            | 68’                                                                          |
| 11-2-2009                                                                    | Teheran                                                                      | Iran                                                                         | 1 – 1                                                                        | Corea del Sud                                                                | Qual. Mondiali 2010                                                          | -                                                                            |                                                                              |
| 28-3-2009                                                                    | Suwon                                                                        | Corea del Sud                                                                | 2 – 1                                                                        | Iraq                                                                         | Amichevole                                                                   | -                                                                            |                                                                              |
| 1-4-2009                                                                     | Seul                                                                         | Corea del Sud                                                                | 1 – 0                                                                        | Corea del Nord                                                               | Qual. Mondiali 2010                                                          | -                                                                            |                                                                              |
| 2-6-2009                                                                     | Dubai                                                                        | Corea del Sud                                                                | 0 – 0                                                                        | Oman                                                                         | Amichevole                                                                   | -                                                                            | 46’                                                                          |
| 6-6-2009                                                                     | Dubai                                                                        | Emirati Arabi Uniti                                                          | 0 – 2                                                                        | Corea del Sud                                                                | Qual. Mondiali 2010                                                          | -                                                                            |                                                                              |
| 10-6-2009                                                                    | Seul                                                                         | Corea del Sud                                                                | 0 – 0                                                                        | Arabia Saudita                                                               | Qual. Mondiali 2010                                                          | -                                                                            |                                                                              |
| 17-6-2009                                                                    | Seul                                                                         | Corea del Sud                                                                | 1 – 1                                                                        | Iran                                                                         | Qual. Mondiali 2010                                                          | -                                                                            | 46’                                                                          |
| 5-9-2009                                                                     | Seul                                                                         | Corea del Sud                                                                | 3 – 1                                                                        | Australia                                                                    | Amichevole                                                                   | -                                                                            | 46’                                                                          |
| 14-10-2009                                                                   | Seul                                                                         | Corea del Sud                                                                | 2 – 0                                                                        | Senegal                                                                      | Amichevole                                                                   | -                                                                            | 46’                                                                          |
| 14-11-2009                                                                   | Esbjerg                                                                      | Danimarca                                                                    | 0 – 0                                                                        | Corea del Sud                                                                | Amichevole                                                                   | -                                                                            | 86’                                                                          |
| 18-11-2009                                                                   | Seul                                                                         | Corea del Sud                                                                | 0 – 1                                                                        | Serbia                                                                       | Amichevole                                                                   | -                                                                            |                                                                              |
| 3-3-2010                                                                     | Londra                                                                       | Costa d'Avorio                                                               | 0 – 2                                                                        | Corea del Sud                                                                | Amichevole                                                                   | -                                                                            |                                                                              |
| 16-5-2010                                                                    | Seul                                                                         | Corea del Sud                                                                | 2 – 0                                                                        | Ecuador                                                                      | Amichevole                                                                   | 1                                                                            | 46’                                                                          |
| 24-5-2010                                                                    | Saitama                                                                      | Giappone                                                                     | 0 – 2                                                                        | Corea del Sud                                                                | Amichevole                                                                   | -                                                                            | 38’                                                                          |
| 30-5-2010                                                                    | Kufstein                                                                     | Bielorussia                                                                  | 1 – 0                                                                        | Corea del Sud                                                                | Amichevole                                                                   | -                                                                            | 46’                                                                          |
| 3-6-2010                                                                     | Innsbruck                                                                    | Spagna                                                                       | 1 – 0                                                                        | Corea del Sud                                                                | Amichevole                                                                   | -                                                                            |                                                                              |
| 12-6-2010                                                                    | Port Elizabeth                                                               | Corea del Sud                                                                | 2 – 0                                                                        | Grecia                                                                       | Mondiali 2010 - 1º turno                                                     | -                                                                            | 90+1’                                                                        |
| 17-6-2010                                                                    | Johannesburg                                                                 | Argentina                                                                    | 4 – 1                                                                        | Corea del Sud                                                                | Mondiali 2010 - 1º turno                                                     | 1                                                                            | 33’                                                                          |
| 22-6-2010                                                                    | Durban                                                                       | Nigeria                                                                      | 2 – 2                                                                        | Corea del Sud                                                                | Mondiali 2010 - 1º turno                                                     | -                                                                            |                                                                              |
| 23-6-2010                                                                    | Port Elizabeth                                                               | Uruguay                                                                      | 2 – 1                                                                        | Corea del Sud                                                                | Mondiali 2010 - Ottavi di finale                                             | 1                                                                            |                                                                              |
| 7-9-2010                                                                     | Seul                                                                         | Corea del Sud                                                                | 0 – 1                                                                        | Iran                                                                         | Amichevole                                                                   | -                                                                            | 78’                                                                          |
| 12-10-2010                                                                   | Seul                                                                         | Corea del Sud                                                                | 0 – 0                                                                        | Giappone                                                                     | Amichevole                                                                   | -                                                                            |                                                                              |
| 30-12-2010                                                                   | Abu Dhabi                                                                    | Siria                                                                        | 0 – 1                                                                        | Corea del Sud                                                                | Amichevole                                                                   | -                                                                            | 71’                                                                          |
| 10-1-2011                                                                    | Doha                                                                         | Corea del Sud                                                                | 2 – 1                                                                        | Bahrein                                                                      | Coppa d'Asia 2011 - 1º turno                                                 | -                                                                            |                                                                              |
| 14-1-2011                                                                    | Doha                                                                         | Australia                                                                    | 1 – 1                                                                        | Corea del Sud                                                                | Coppa d'Asia 2011 - 1º turno                                                 | -                                                                            |                                                                              |
| 18-1-2011                                                                    | Doha                                                                         | Corea del Sud                                                                | 4 – 1                                                                        | India                                                                        | Coppa d'Asia 2011 - 1º turno                                                 | -                                                                            |                                                                              |
| 21-1-2011                                                                    | Doha                                                                         | Iran                                                                         | 0 – 1 dts                                                                    | Corea del Sud                                                                | Coppa d'Asia 2011 - Quarti di finale                                         | -                                                                            | 120+1’                                                                       |
| 25-1-2011                                                                    | Doha                                                                         | Giappone                                                                     | 2 – 2 dts (3 – 0 dtr)                                                        | Corea del Sud                                                                | Coppa d'Asia 2011 - Semifinale                                               | -                                                                            | 82’                                                                          |
| 28-1-2011                                                                    | Doha                                                                         | Uzbekistan                                                                   | 2 – 3                                                                        | Corea del Sud                                                                | Coppa d'Asia 2011 - Finale 3º posto                                          | -                                                                            | 60’                                                                          |
| 25-3-2011                                                                    | Seul                                                                         | Corea del Sud                                                                | 4 – 0                                                                        | Honduras                                                                     | Amichevole                                                                   | -                                                                            | 75’                                                                          |
| 3-6-2011                                                                     | Seul                                                                         | Corea del Sud                                                                | 2 – 1                                                                        | Serbia                                                                       | Amichevole                                                                   | -                                                                            | 77’                                                                          |
| 7-6-2011                                                                     | Jeonju                                                                       | Corea del Sud                                                                | 2 – 1                                                                        | Ghana                                                                        | Amichevole                                                                   | -                                                                            | 64’                                                                          |
| 11-9-2012                                                                    | Tashkent                                                                     | Uzbekistan                                                                   | 2 – 2                                                                        | Corea del Sud                                                                | Qual. Mondiali 2014                                                          | -                                                                            | 56’                                                                          |
| 16-10-2012                                                                   | Teheran                                                                      | Iran                                                                         | 1 – 0                                                                        | Corea del Sud                                                                | Qual. Mondiali 2014                                                          | -                                                                            | 69’                                                                          |
| 6-2-2013                                                                     | Londra                                                                       | Corea del Sud                                                                | 0 – 4                                                                        | Croazia                                                                      | Amichevole                                                                   | -                                                                            | 71’                                                                          |
| 26-3-2013                                                                    | Seul                                                                         | Corea del Sud                                                                | 2 – 1                                                                        | Qatar                                                                        | Qual. Mondiali 2014                                                          | -                                                                            |                                                                              |
| 4-6-2013                                                                     | Beirut                                                                       | Libano                                                                       | 1 – 1                                                                        | Corea del Sud                                                                | Qual. Mondiali 2014                                                          | -                                                                            | 18’                                                                          |
| 11-6-2013                                                                    | Seul                                                                         | Corea del Sud                                                                | 1 – 0                                                                        | Uzbekistan                                                                   | Qual. Mondiali 2014                                                          | -                                                                            | 90+3’                                                                        |
| 6-9-2013                                                                     | Incheon                                                                      | Corea del Sud                                                                | 4 – 1                                                                        | Haiti                                                                        | Amichevole                                                                   | -                                                                            | 46’                                                                          |
| 10-9-2013                                                                    | Jeonju                                                                       | Corea del Sud                                                                | 1 – 2                                                                        | Croazia                                                                      | Amichevole                                                                   | -                                                                            |                                                                              |
| 12-10-2013                                                                   | Seul                                                                         | Corea del Sud                                                                | 0 – 2                                                                        | Brasile                                                                      | Amichevole                                                                   | -                                                                            | 78’ 86’                                                                      |
| 15-10-2013                                                                   | Cheonan                                                                      | Corea del Sud                                                                | 3 – 1                                                                        | Mali                                                                         | Amichevole                                                                   | -                                                                            | 71’                                                                          |
| 15-11-2013                                                                   | Seul                                                                         | Corea del Sud                                                                | 2 – 1                                                                        | Svizzera                                                                     | Amichevole                                                                   | 1                                                                            |                                                                              |
| 19-11-2013                                                                   | Dubai                                                                        | Russia                                                                       | 2 – 1                                                                        | Corea del Sud                                                                | Amichevole                                                                   | -                                                                            | 59’                                                                          |
| 5-3-2014                                                                     | Atene                                                                        | Grecia                                                                       | 0 – 2                                                                        | Corea del Sud                                                                | Amichevole                                                                   | -                                                                            | 81’                                                                          |
| 28-5-2014                                                                    | Seul                                                                         | Corea del Sud                                                                | 0 – 1                                                                        | Tunisia                                                                      | Amichevole                                                                   | -                                                                            | 82’                                                                          |
| 10-6-2014                                                                    | Miami Gardens                                                                | Ghana                                                                        | 4 – 0                                                                        | Corea del Sud                                                                | Amichevole                                                                   | -                                                                            |                                                                              |
| 17-6-2014                                                                    | Cuiabá                                                                       | Russia                                                                       | 1 – 1                                                                        | Corea del Sud                                                                | Mondiali 2014 - 1º turno                                                     | -                                                                            |                                                                              |
| 22-6-2014                                                                    | Porto Alegre                                                                 | Corea del Sud                                                                | 2 – 4                                                                        | Algeria                                                                      | Mondiali 2014 - 1º turno                                                     | -                                                                            | 64’                                                                          |
| 26-6-2014                                                                    | San Paolo                                                                    | Corea del Sud                                                                | 0 – 1                                                                        | Belgio                                                                       | Mondiali 2014 - 1º turno                                                     | -                                                                            |                                                                              |
| 5-9-2014                                                                     | Bucheon                                                                      | Corea del Sud                                                                | 3 – 1                                                                        | Venezuela                                                                    | Amichevole                                                                   | -                                                                            | 69’ 87’                                                                      |
| 8-9-2014                                                                     | Goyang                                                                       | Corea del Sud                                                                | 0 – 1                                                                        | Uruguay                                                                      | Amichevole                                                                   | -                                                                            |                                                                              |
| 10-10-2014                                                                   | Cheonan                                                                      | Corea del Sud                                                                | 2 – 0                                                                        | Paraguay                                                                     | Amichevole                                                                   | -                                                                            | 46’                                                                          |
| 14-10-2014                                                                   | Seul                                                                         | Corea del Sud                                                                | 1 – 3                                                                        | Costa Rica                                                                   | Amichevole                                                                   | -                                                                            |                                                                              |
| 14-11-2014                                                                   | Amman                                                                        | Giordania                                                                    | 0 – 1                                                                        | Corea del Sud                                                                | Amichevole                                                                   | -                                                                            | 65’                                                                          |
| 18-11-2014                                                                   | Teheran                                                                      | Iran                                                                         | 1 – 0                                                                        | Corea del Sud                                                                | Amichevole                                                                   | -                                                                            |                                                                              |
| 10-1-2015                                                                    | Canberra                                                                     | Corea del Sud                                                                | 1 – 0                                                                        | Oman                                                                         | Coppa d'Asia 2015 - 1º turno                                                 | -                                                                            | 78’                                                                          |
| 11-6-2015                                                                    | Kuala Lumpur                                                                 | Corea del Sud                                                                | 3 – 0                                                                        | Emirati Arabi Uniti                                                          | Amichevole                                                                   | -                                                                            | 46’                                                                          |
| 3-9-2015                                                                     | Hwaseong                                                                     | Corea del Sud                                                                | 8 – 0                                                                        | Laos                                                                         | Qual. Mondiali 2018                                                          | 1                                                                            | 77’                                                                          |
| 8-9-2015                                                                     | Sidone                                                                       | Libano                                                                       | 0 – 3                                                                        | Corea del Sud                                                                | Qual. Mondiali 2018                                                          | -                                                                            |                                                                              |
| 17-11-2015                                                                   | Vientiane                                                                    | Laos                                                                         | 0 – 5                                                                        | Corea del Sud                                                                | Qual. Mondiali 2018                                                          | -                                                                            | 62’                                                                          |
| 24-3-2016                                                                    | Ansan                                                                        | Corea del Sud                                                                | 1 – 0                                                                        | Libano                                                                       | Qual. Mondiali 2018                                                          | -                                                                            |                                                                              |
| 27-3-2016                                                                    | Bangkok                                                                      | Thailandia                                                                   | 0 – 1                                                                        | Corea del Sud                                                                | Amichevole                                                                   | -                                                                            | 71’                                                                          |
| 1-9-2016                                                                     | Seul                                                                         | Corea del Sud                                                                | 3 – 2                                                                        | Cina                                                                         | Qual. Mondiali 2018                                                          | 1                                                                            | 83’                                                                          |
| 6-9-2016                                                                     | Seremban                                                                     | Siria                                                                        | 0 – 0                                                                        | Corea del Sud                                                                | Qual. Mondiali 2018                                                          | -                                                                            |                                                                              |
| 11-10-2016                                                                   | Teheran                                                                      | Iran                                                                         | 1 – 0                                                                        | Corea del Sud                                                                | Qual. Mondiali 2018                                                          | -                                                                            | 67’                                                                          |
| 7-6-2017                                                                     | Emirato di Ras al-Khaima                                                     | Iraq                                                                         | 0 – 0                                                                        | Corea del Sud                                                                | Amichevole                                                                   | -                                                                            | 46’                                                                          |
| 7-10-2017                                                                    | Mosca                                                                        | Russia                                                                       | 4 – 2                                                                        | Corea del Sud                                                                | Amichevole                                                                   | -                                                                            |                                                                              |
| 10-10-2017                                                                   | Bienne                                                                       | Corea del Sud                                                                | 1 – 3                                                                        | Marocco                                                                      | Amichevole                                                                   | -                                                                            |                                                                              |
| 28-5-2018                                                                    | Taegu                                                                        | Corea del Sud                                                                | 2 – 0                                                                        | Honduras                                                                     | Amichevole                                                                   | -                                                                            | 56’                                                                          |
| 17-11-2018                                                                   | Brisbane                                                                     | Australia                                                                    | 1 – 1                                                                        | Corea del Sud                                                                | Amichevole                                                                   | -                                                                            | 81’                                                                          |
| 20-11-2018                                                                   | Brisbane                                                                     | Uzbekistan                                                                   | 0 – 4                                                                        | Corea del Sud                                                                | Amichevole                                                                   | -                                                                            | 76’                                                                          |
| 31-12-2018                                                                   | Abu Dhabi                                                                    | Arabia Saudita                                                               | 0 – 0                                                                        | Corea del Sud                                                                | Amichevole                                                                   | -                                                                            | 46’                                                                          |
| 7-1-2019                                                                     | Dubai                                                                        | Corea del Sud                                                                | 1 – 0                                                                        | Filippine                                                                    | Coppa d'Asia 2019 - 1º turno                                                 | -                                                                            | 64’                                                                          |
| 11-1-2019                                                                    | al-'Ayn                                                                      | Kirghizistan                                                                 | 0 – 1                                                                        | Corea del Sud                                                                | Coppa d'Asia 2019 - 1º turno                                                 | -                                                                            |                                                                              |
| 16-1-2019                                                                    | Abu Dhabi                                                                    | Corea del Sud                                                                | 2 – 0                                                                        | Cina                                                                         | Coppa d'Asia 2019 - 1º turno                                                 | -                                                                            | 81’                                                                          |
| 22-1-2019                                                                    | Dubai                                                                        | Corea del Sud                                                                | 2 – 1 dts                                                                    | Bahrein                                                                      | Coppa d'Asia 2019 - Ottavi di finale                                         | -                                                                            | 68’                                                                          |
| 25-1-2019                                                                    | Abu Dhabi                                                                    | Corea del Sud                                                                | 0 – 1                                                                        | Qatar                                                                        | Coppa d'Asia 2019 - Quarti di finale                                         | -                                                                            | 85’                                                                          |
| 22-3-2019                                                                    | Ulsan                                                                        | Corea del Sud                                                                | 1 – 0                                                                        | Bolivia                                                                      | Amichevole                                                                   | 1                                                                            | 70’                                                                          |
| 26-3-2019                                                                    | Seoul                                                                        | Corea del Sud                                                                | 2 – 1                                                                        | Colombia                                                                     | Amichevole                                                                   | -                                                                            | 70’                                                                          |
| Totale                                                                       |                                                                              | Presenze                                                                     | 88                                                                           |                                                                              | Reti                                                                         | 9                                                                            |                                                                              |

## Palmarès

### Club

#### Competizioni nazionali
- Coppa di lega sudcoreana: 1

Seoul: 2006
- K League 1: 1

Ulsan Hyundai: 2024

#### Competizioni internazionali
- AFC Champions League: 1

Ulsan Hyundai: 2020

### Individuali
- Miglior Assistman della K-League Cup: 1

2007
- Nell'Undici migliore della K-League:1

2008
- Giocatore dell'anno del Bolton: 1

2010
- Giocatore fra i Giocatori del Bolton: 1

2010
- Miglior "Nuovo Arrivato": 1

2010

## Curiosità
- Lee e la sua fidanzata frequentavano la stessa scuola.
- A Lee non piace bere alcolici né fumare, ed evita anche di bere caffè.
- Ha trascorso 2-3 ore nell'apprendimento dell'inglese, e frequentando anche un corso specifico[9].
- Da quando si è trasferito nel Regno Unito, ha stretto una grande amicizia con l'ex calciatore e capitano della nazionale sudcoreana Park Ji-sung.[10]